# Xã Jackson, Quận Clay, Indiana
Xã Jackson (tiếng Anh: Jackson Township) là một xã thuộc quận Clay, tiểu bang Indiana, Hoa Kỳ. Năm 2010, dân số của xã này là 2.739 người.